# Modibo Sagnan
Modibo Sagnan, né le 14 avril 1999 à Saint-Denis en France, est un footballeur international malien qui évolue au poste de défenseur central au Çaykur Rizespor, en prêt de Montpellier HSC.

## Carrière

### RC Lens
Né à Saint-Denis en France, Modibo Sagnan est formé au RC Lens. Il signe son premier contrat professionnel le 28 juillet 2017. Il joue son premier match en professionnel le 8 janvier 2018, lors d'une rencontre de coupe de France face à l'US Boulogne. Son équipe s'impose dans la prolongation sur le score de trois buts à deux.

### Real Sociedad
Le 30 janvier 2019, Modibo Sagnan est recruté par la Real Sociedad, club avec lequel il signe un contrat de cinq ans et demi. Il est toutefois prêté à son club formateur jusqu'à la fin de saison.
Il arrive donc dans son nouveau club à l'été 2019 mais ne joue qu'un match lors de la première partie de saison, le 19 décembre 2019 face au CD Becerril, en coupe d'Espagne. Il est titularisé lors de ce match et son équipe s'impose largement sur le score de huit buts à zéro.
Le 31 janvier 2020, Sagnan est prêté jusqu'à la fin de la saison au CD Mirandés, en deuxième division espagnole.
Il est de retour à la Real Sociedad pour la saison 2020-2021 et joue son premier match de Liga le 3 octobre 2020 face au Getafe CF. Il entre en jeu à la place d'Andoni Gorosabel lors de cette rencontre remportée par son équipe (3-0).

### FC Utrecht
Le 11 juillet 2022, Modibo Sagnan est prêté par la Real Sociedad au FC Utrecht pour une saison avec option d'achat.
Sagnan marque son premier but pour Utrecht le 29 octobre 2022, lors d'une rencontre de championnat face au SC Heerenveen. Titularisé, il participe à la victoire de son équipe (1-2 score final).

### Montpellier HSC
Le 1er février 2024, Modibo Sagnan s’engage au MHSC pour 3 saisons, contre une indemnité de 3M€. Il y pallie le départ de Maxime Estève vers Burnley. Le 7 février 2024, pour sa deuxième apparition sous le maillot montpelliérain, il marque son premier but, en coupe de France, contre l'OGC Nice (défaite 1-4). Sur la phase retour du championnat, il participe à 13 rencontres, en débutant 12, et inscrit 2 buts. Le MHSC termine la saison à la 12e place.
Rizespor
Le 2 août 2025, Modibo Sagnan quitte le MHSC et rejoint le club turc de Rizespor, où il est prêté avec option d'achat.

### En sélection
Le 2 juillet 2021, il est retenu dans la liste des vingt-et-un joueurs français sélectionnés par Sylvain Ripoll pour disputer les Jeux olympiques d'été de 2020 qui se déroulent à l'été 2021 au Japon. Le 16 juillet, il fait ses débuts en tant que titulaire avec la sélection olympique contre la Corée du Sud en match préparatoire aux JO de Tokyo (victoire 2-1).
Sagnan décide finalement de représenter le Mali en sélection et en février 2024 il est convoqué pour la première fois avec l'équipe nationale du Mali par le sélectionneur Éric Chelle. Il honore sa première sélection le 22 mars 2024, lors d'un match amical face à la Mauritanie. Titulaire, il se fait remarquer en marquant également son premier but en ouvrant le score sur un service de Falaye Sacko, et participe ainsi à la victoire de son équipe (0-2 score final).

## Palmarès

### En club
Real Sociedad
- Vainqueur de la Coupe d'Espagne
  - 2020.